# NGC 3324
NGC 3324 ist ein Emissionsnebel mit einem wahrscheinlich sehr jungen offenen Sternhaufen im Nordwesten des Carinanebels, welcher mit dem Emissionsnebel IC 2599 eng verbunden ist. Die Entfernung wird auf 9.000 Lichtjahre geschätzt; der Winkeldurchmesser beträgt etwa 15'. Die Sternengruppe HD 92206/A/B ist der wichtigste Energielieferant für die HII-Regionen.
Er wurde am 1. Mai 1826 von James Dunlop entdeckt.

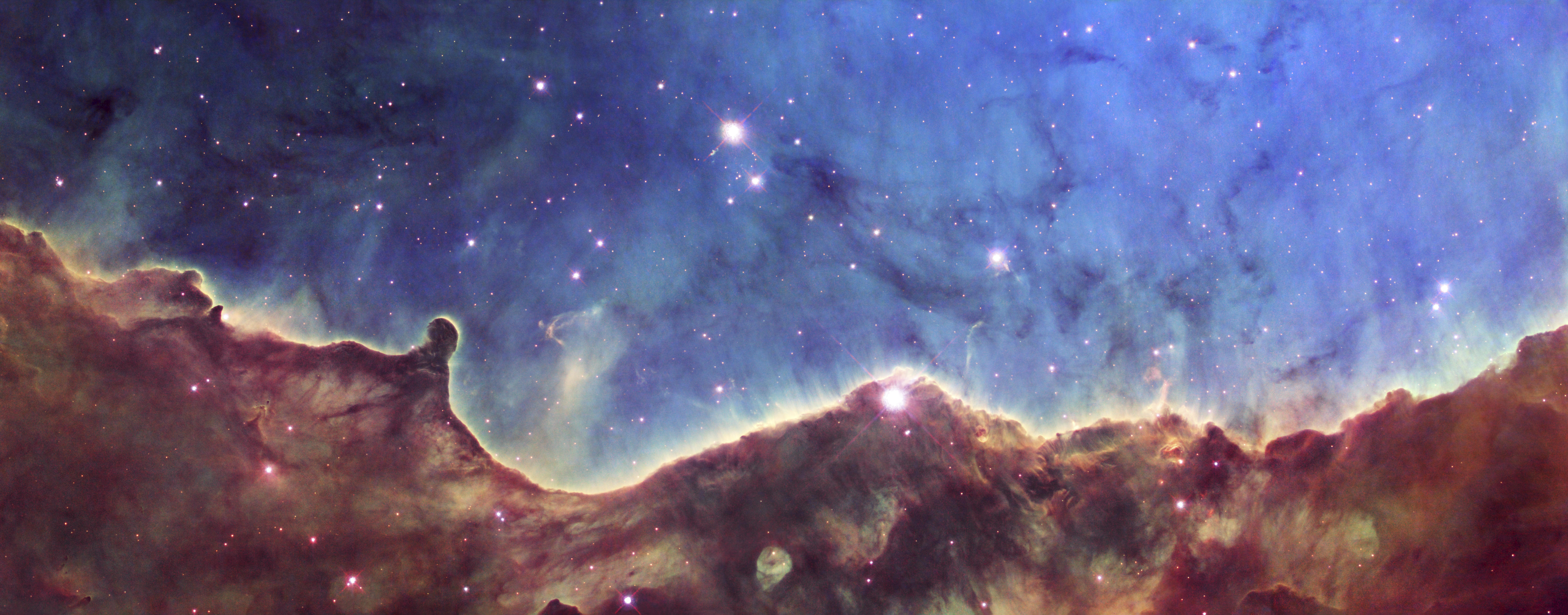
Detailstudie des Hubble-Weltraumteleskops
Detailstudie des James-Webb-Weltraumteleskops (eine der ersten Aufnahmen des Teleskops)